# Сессано-дель-Молизе
Сессано-дель-Молизе (итал. Sessano del Molise) — коммуна в Италии, располагается в регионе Молизе, в провинции Изерния.
Население составляет 920 человек (2008 г.), плотность населения составляет 38 чел./км². Занимает площадь 24 км². Почтовый индекс — 86097. Телефонный код — 0865.
Покровителем коммуны почитается святой Донат из Ареццо, празднование 7 августа. 

## Демография
Динамика населения:

## Администрация коммуны
- Официальный сайт: http://www.comune.sessanodelmolise.is.it/